# Crotalus adamanteus
El crótalo adamantino (Crotalus adamanteus), también conocido como cascabel diamantino del este, es una especie de serpiente venenosa que pertenece a la subfamilia de las víboras de foseta. 
Con una longitud máxima de 240 cm, es una de las serpientes venenosas más largas del continente americano y la especie más larga de las serpientes de cascabel. 
Su área de distribución se limita al sureste de los Estados Unidos.

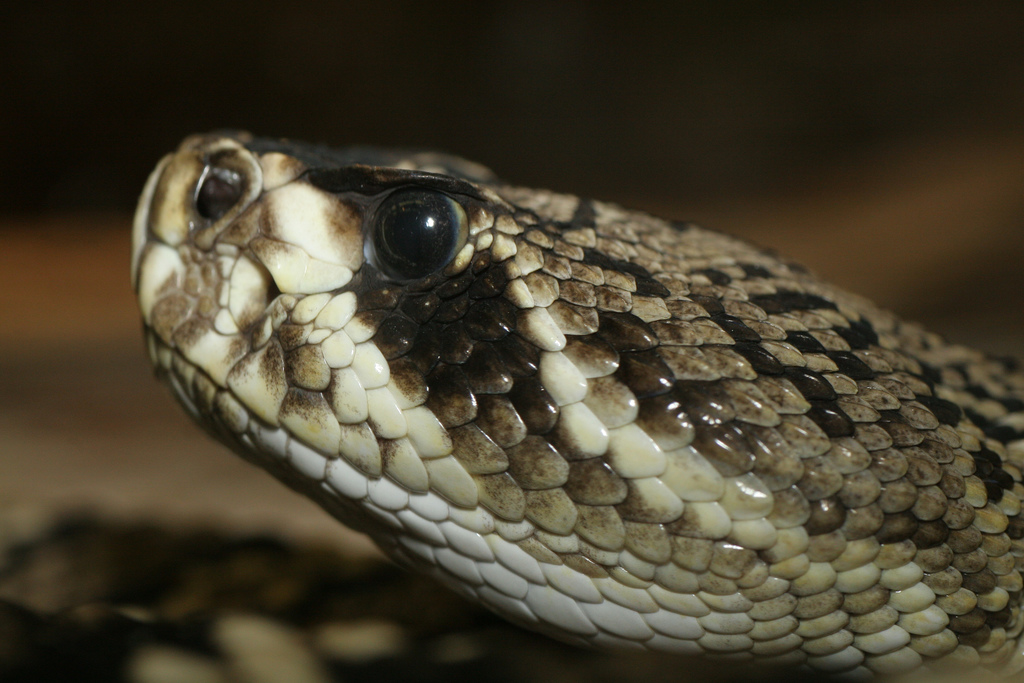
C. adamanteus,.

## Descripción
Entre las serpientes de cascabel es la especie más larga. El ejemplar más largo conocido fue registrado en 1946 y es de 240 cm de longitud con un peso de 15,4 kilogramos Sin embargo, las longitudes máximas reportadas — siendo de 240 cm y 250 cm — han sido puestos en duda debido a la falta de corroboración.
Los especímenes de más de 210 cm son raros, pero suficientemente documentados. Klauber (1998) incluye una carta que recibió de E. Ross Allen en 1953, en la que Allen explica cómo durante años ofreció una recompensa de US$ 100, y luego US$ 200, por un ejemplar de 240 cm, vivo o muerto. La recompensa nunca fue reivindicada. Recibió una serie de muestras 210 cm, y algunas pieles de 240 cm, pero dijo que estas pieles pueden tomarse de una serpiente de 180 cm. En septiembre de 2009, una serpiente de 220 cm fue capturada fuera de un barrio en St. Augustine, Florida.
El tamaño promedio de esta especie es mucho menor y las longitudes más comunes mencionadas oscilan entre 80 y 180 cm
Otro estudio menciona un promedio de 170 cm sobre la base de mediciones de 31 machos y 43 hembras.
El patrón de escamas incluye 25-31 (generalmente 29) filas de escamas dorsales en el cuerpo medio, 165-176/170-187 escamas ventrales en los machos/hembras y 27-33/20-26 escamas subcaudales en los machos/hembras. En la cabeza, la escama rostral es más alta que es ancha y se conecta con dos escamas internasales. Hay 10-21 escamas en la región prefrontal-internasal y 05-11 (generalmente 7-8) escamas intersupraocular. Por lo general, hay dos escamas loreales entre los preoculares y el  postnasal. Hay 12-17 (usualmente 14-15) escamas supralabiales, el primero de las cuales está en contacto amplio con la prenasal, y 15-21 (usualmente 17-18) escamas sublabiales.

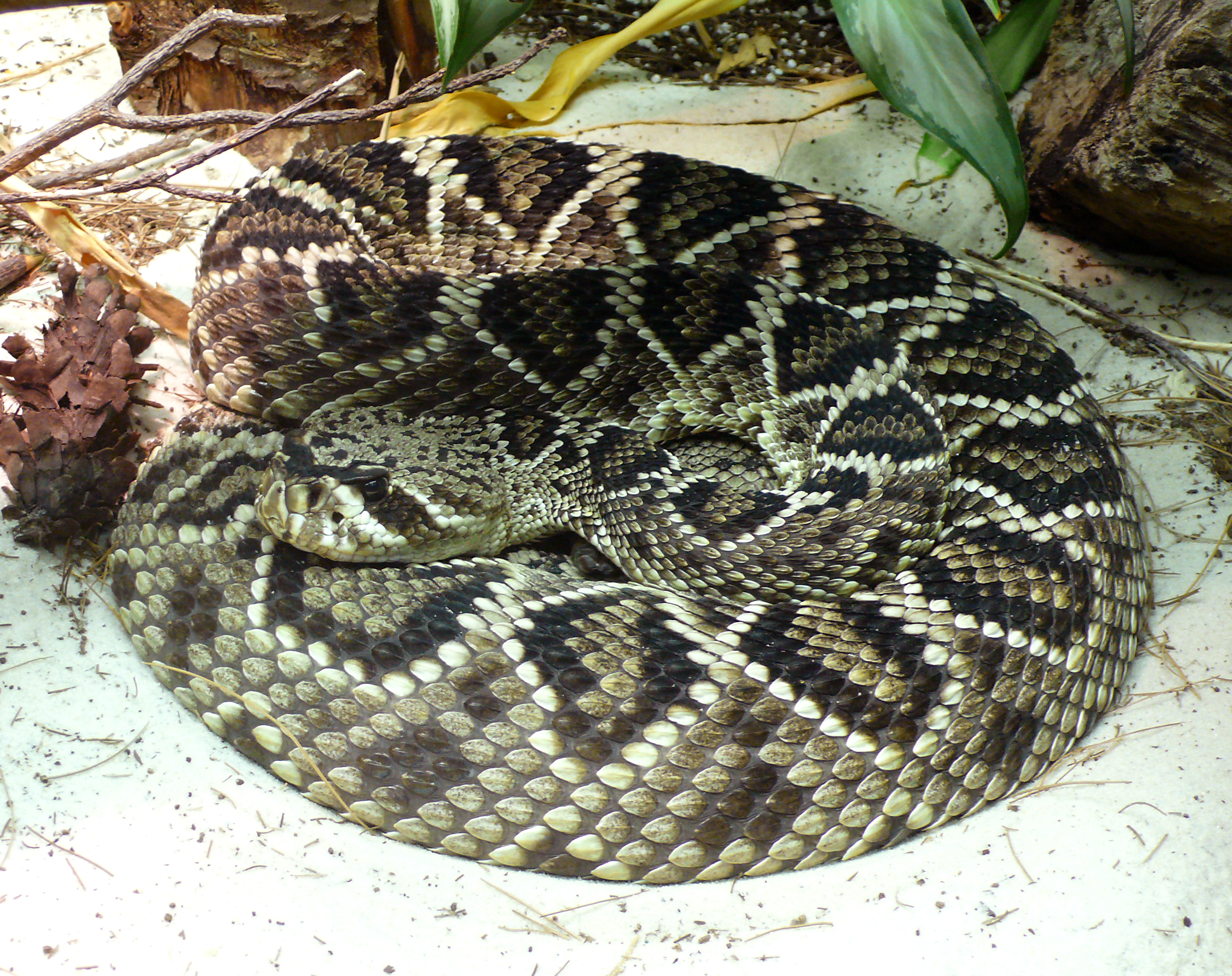
Patrón de escamas.

El patrón de color consiste de un color de fondo marrón, pardo-amarillento, gris o verde oliva, cubierta con una serie de 24-35 manchas dorsales en forma de diamante, de color marrón oscuro a negro con centros ligeramente más claros. Cada una de estas manchas se detalla con un perímetro formado por una hilera de escamas de color crema o amarillento. En la parte trasera, las formas de los diamantes son más parecidas a bandas cruzadas y son seguidas de 5-10 bandas alrededor de la cola. El vientre es de color amarillento o crema, con manchas oscuras a lo largo de los lados. La cabeza tiene una raya postocular oscura que se extiende desde detrás del ojo hacia atrás y abajo hacia el labio. La parte trasera de la raya llega hasta el ángulo de la boca.

## Distribución geográfica y hábitat

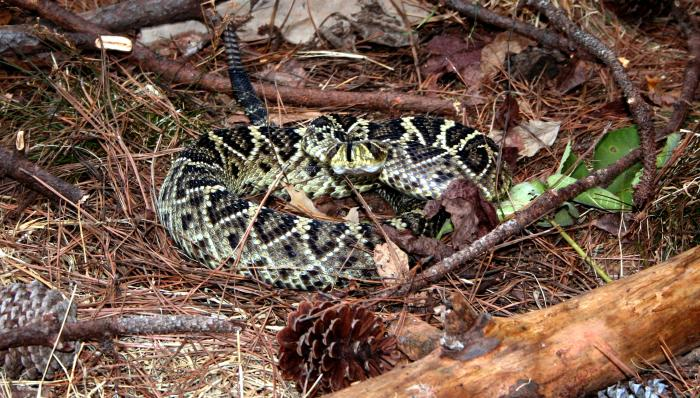
En bosques de pino.

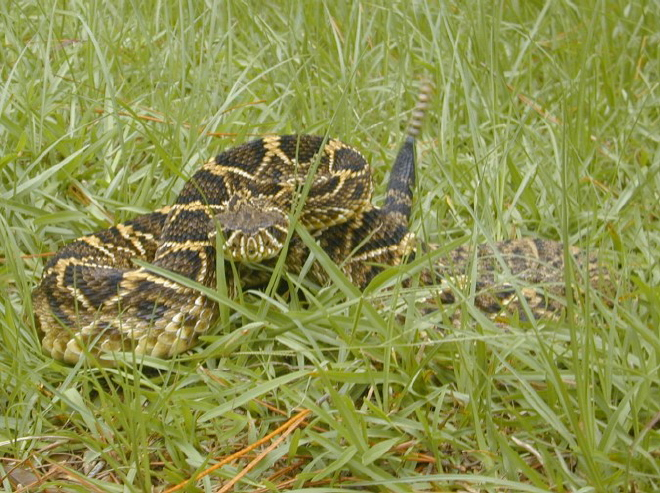
En una pradera, moviendo el cascabel.

C. adamanteus es nativo del sureste de los Estados Unidos. Su área de distribución se extiende desde el sureste de Carolina del Norte, hacia el sur a lo largo de la llanura costera, a través de la península de Florida incluyendo los Cayos de la Florida, y al oeste a lo largo de la costa del Golfo de México por el sur de Misisipi y sureste de Luisiana. La descripción original de la especie no incluye una descripción de la localidad tipo, aunque Schmidt (1953) propone que ella se limite a "Charleston, Carolina del Sur" (EE. UU.).
Esta especie habita los bosques secos de pino, flatwoods de pino y palmito salvaje, dunas, "hamacas" costeras marítimas, bosques de pino de hoja larga/roble de Turquía, juncia de hierba pantanos y bosques pantanosos, pantanos de cipreses, hamacas Mesicas, bosques mixtos de arena, hamacas xéricos, y marismas, así como praderas húmedas durante los períodos secos. En muchas áreas, parece utilizar madrigueras de roedores grandes durante el verano y el invierno.